# Basilica del Sacro Cuore di Cristo Re
La basilica del Sacro Cuore di Cristo Re, anche Tempio di Cristo Re, è una chiesa di Roma, nel quartiere Della Vittoria, in viale Mazzini. Fu realizzata a cavallo degli anni 1920 e 1930 su progetto dell'architetto Marcello Piacentini, da alcuni considerata una delle sue opere più rappresentative, e costituì la prima applicazione dei canoni del moderno al panorama dell'architettura sacra romana.

## Storia
L'impulso per una nuova chiesa per il quartiere Della Vittoria (già Piazza d'Armi) venne dal padre dehoniano Ottavio Gasparri con la fine della prima guerra mondiale. Inizialmente la chiesa doveva essere titolata Tempio della Pace in ricordo dei caduti della Grande guerra e come auspicio di pace universale.
Direttore tecnico fu l'ingegner Gualtiero Canali, laureato nel 1908 al Politecnico di Torino e specializzatosi subito nel calcolo dei cementi armati. Ardite alcune soluzioni da lui ideate per l'edificazione della Basilica. 
Il progetto iniziale, affidato già nel 1919 a Marcello Piacentini, prevedeva una costruzione in stile barocchetto che ricalcava nella planimetria lo schema delle chiese romane cinquecentesche. 
I lavori iniziarono nel maggio 1920 con la posa della prima pietra per la costruzione della canonica. Soltanto nel 1924, dopo molte variazioni al progetto, si cominciò con la costruzione della chiesa stessa. I lavori proseguirono fino al 1929 per interrompersi alla morte di padre Gasparri nel 1929. In questo momento la chiesa si presentava con i muri perimetrali eretti fino all'aggetto della cupola. Intanto la cesura dei lavori si protrasse fino al 1931, un arco di tempo in cui l'andamento del dibattito sull'architettura italiana subì una forte scossa che infine portò all'affermazione del momento moderno nella produzione edilizia del regime fascista. Il generale riassestamento del giudizio sul linguaggio architettonico, sollecitato dallo stesso Mussolini e dall'ala progressista del movimento fascista, necessariamente indusse anche Piacentini ad adattare la sua propria concezione di architettura verso un'inclinazione di moderato modernismo. Colse quindi l'occasione per modificare sostanzialmente il progetto volgendolo attraverso una lettura di semplificazione e razionalizzazione simile a quella operata dal suo allievo prodigio Giuseppe Vaccaro nel progetto per il palazzo delle poste a Napoli, allora anch'esso in corso di realizzazione.
A partire dalla stessa pianta della chiesa che divenne una via di mezzo tra croce latina e croce greca. La modificazione del precedente progetto comportò una vera e propria svolta in chiave moderna. Pur mantenendo l'impostazione classicheggiante della facciata in forma di arco di trionfo, tipica del neo-monumentalismo piacentiniano, lavorò per semplificazione e spoliazione nell'ottica di un razionalismo italiano.
Il risultato, tra l'esterno con materiali "romani", i mattoni a cortina fatti a mano e le finiture in travertino, e l'interno con cemento armato a vista, rappresentò una sintesi di rottura in chiave Novecento, dello stile revival classicheggiante ancora imperante all'epoca, esemplificato dalla neorinascimentale chiesa della Gran Madre di Dio di Cesare Bazzani, costruita negli stessi anni, 1931-1933, poco lontano dal Tempio piacentiniano.
Inaugurata nel 1934, la chiesa era già stata eretta a parrocchia da papa Pio XI il 31 ottobre 1926 con la lettera apostolica Regis pacifici. Il 5 febbraio 1965, con la costituzione apostolica Sacrum Cardinalium Collegium, papa Paolo VI le diede il titolo cardinalizio omonimo. Il 3 luglio dello stesso anno Paolo VI, col motu proprio Recentioris architecturae, l'ha insignita del titolo di basilica minore.

## Descrizione

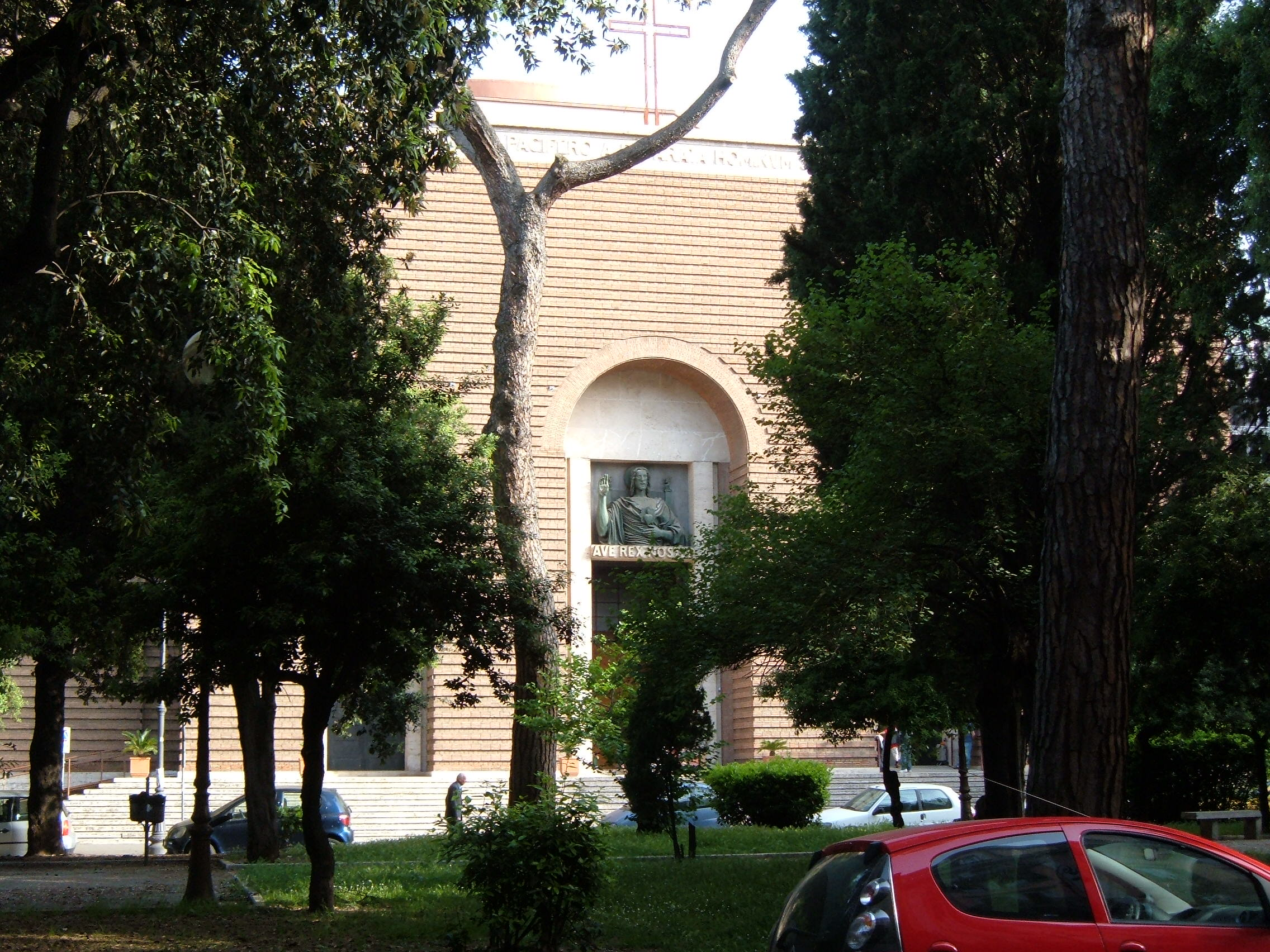
Portone principale della chiesa sormontato dall'altorilievo del Sacro Cuore di Arturo Martini

La chiesa, a tre navate, presenta una pianta a metà tra croce greca e croce latina, con il transetto avanzato, sormontato da una cupola di 20 metri di diametro, per un'altezza di 36 metri. La navata centrale ha lunghezza di 70 metri.
Caratteristici della chiesa i due campanili gemelli leggermente arretrati rispetto alla facciata, caratterizzata dai tre portali, le cui proporzioni erano riprese da quelle degli archi trionfali romani.
Il portone principale è sormontato da un altorilievo raffigurante il Sacro Cuore di Cristo re di Arturo Martini. All'interno una Via Crucis di Alfredo Biagini e affreschi di Achille Funi.
La Chiesa possiede un concerto di 5 campane in Sib2 montate a slancio, della fonderia Bianchi di Varese. Le tre piccole sono nel campanile di sinistra e suonano le note: Fa3, Mib3 e Re3. Le due grandi sono nel campanile di destra e suonano le note Do3 e Sib2